# (37302) 2001 EG11
2001 EG11 (asteroide 37302) é um asteroide da cintura principal. Possui uma excentricidade de 0.20464860 e uma inclinação de 5.54933º.
Este asteroide foi descoberto no dia 2 de março de 2001 por NEAT em Haleakala.